# Chthonius cavernicola
Chthonius cavernicola är en spindeldjursart som beskrevs av Beier 1938. Chthonius cavernicola ingår i släktet Chthonius och familjen käkklokrypare. Inga underarter finns listade i Catalogue of Life.